# VMO1
VMO1 (англ. Vitelline membrane outer layer 1 homolog) – білок, який кодується однойменним геном, розташованим у людей на 17-й хромосомі. Довжина поліпептидного ланцюга білка становить 202 амінокислот, а молекулярна маса — 21 534.
| 10         |  | 20         |  | 30         |  | 40         |  | 50         |
| ---------- |  | ---------- |  | ---------- |  | ---------- |  | ---------- |
| MERGAGAKLL |  | PLLLLLRATG |  | FTCAQTDGRN |  | GYTAVIEVTS |  | GGPWGDWAWP |
| EMCPDGFFAS |  | GFSLKVEPPQ |  | GIPGDDTALN |  | GIRLHCARGN |  | VLGNTHVVES |
| QSGSWGEWSE |  | PLWCRGGAYL |  | VAFSLRVEAP |  | TTLGDNTAAN |  | NVRFRCSDGE |
| ELQGPGLSWG |  | DFGDWSDHCP |  | KGACGLQTKI |  | QGPRGLGDDT |  | ALNDARLFCC |
| RS         |  |            |  |            |  |            |  |            |

A: Аланін

C: Цистеїн

D: Аспарагінова кислота

E: Глутамінова кислота

F: Фенілаланін

G: Гліцин

H: Гістидин

I: Ізолейцин

K: Лізин

L: Лейцин

M: Метіонін

N: Аспарагін

P: Пролін

Q: Глутамін

R: Аргінін

S: Серин

T: Треонін

V: Валін

W: Триптофан

Задіяний у такому біологічному процесі, як альтернативний сплайсинг. 
Секретований назовні.